# Storm Warning (livro)
Storm Warning (Brasil: Alerta de Tempestade ) é o nono livro da série The 39 Clues. Foi escrito por Linda Sue Park e foi publicado nos Estados Unidos pela Scholastic, e no Brasil pela Editora Ática em 2011. 

## Sinopse
Nesse livro da série os irmãos Cahills irão passar por grandes descobertas e aventuras no Caribe e na Jamaica. Logo no início da viagem eles descobrem que Nellie não era uma simples Au pair. Na Jamaica conhecem Lester, um historiador que irá auxiliá-los em sua jornada, desconfiados de sua Au pair, Nellie Gomes, os irmãos omitem o máximo de informação para ela, numa tentativa de encontrar mais uma pista os irmãos enfrentam os Kabra, e Amy fica mais uma vez cara a cara com Isabel, no final desse livro teremos duas grandes revelações: A verdade sobre os Madrigal e o Homem de Preto.